# Liste der Bischöfe und Erzbischöfe von Posen
Die folgenden Personen waren Bischöfe und Erzbischöfe des Erzbistums Posen (Polen):

## Bischöfe
- Jordanes 968–982/984[1]
- Unger 982/992[1]–1012
- Romanus ?–1030[2]
- Ederam  (nach 1030 bis vor 1049)[3]
- vakant (nach 1039 bis um 1075)[4]
- Franco (erwähnt um 1085)[5]
- Eckhard (um 1102)[6]
- Paweł (erwähnt um 1112–1113)[7]
- Goswin (nach 1113)[8]
- Bogufał I. (vor 1145–1146)[9]
- Pean 1146–1152[10]
- Stefan 1152–1159[10]
- Bernard 1159–1164[10]
- Radwan 1164–1172[11]
- Cherubin 1172–1180[11]
- Arnold I. 1180–1186[12]
- Świętosław (?) (um 1186?)[13]
- Gerward (?) (um 1187?)[13]
- Benedikt (belegt 1192–1193)[14]
- Mrokota (starb 1196)[15]
- Arnold II. (belegt 1201–1211)
- Philipp 1211[16]
- Paweł Grzymała 1211–1242
- Bogufał II. 1242–1253
- Peter II. Prawdzic 1253–1254
- Bogufał III. Cirznelm 1254–1264
- Falenta 1265–1267
- Mikołaj I. Lis 1267–1278
- Jan I. z Wyskowiec Łodzia 1278–1285
- Jan II. Gerbicz Nałęcz 1285–1297
- Andrzej I. Zaremba 1298–1317?
- Domanka Grzymała 1318?–1324
- Jan III. Łodzia z Kepy 1324–1335
- Jan IV. Łodzia 1335–1346
- Andrzej II. zw. z Wiślicy 1347–1348
- Woiciech I. Paluka 1348–1355
- Jan V. Doliwa z Lutogniewa 1356–1374
- Mikołaj II. z Kórnik 1375–1382
- Mikołaj III. Bniński 1382 (Administrator)
- Jan VI. Kropidło 1382–1384
- Dobrogost Nowodworski 1384–1394
- Mikołaj IV. Kurowski 1394–1398
- Woiciech II. Jastrzembiec 1399–1412
- Peter III. Wysz Radolinski 1413–1414
- Andrzej III. Lascarz Gosławicki 1414–1426
- Mirosław Brudzewski 1426–1427
- Stanisław I. Ciolek z Zelichowa i Ostroleki 1428–1437
- Andrzej IV. Bniński 1438–1479
- Uriel Górka 1479–1498
- Jan VII. Lubrański 1498–1520
- Peter IV. Tomicki 1520–1525
- Jan VIII. Latalski 1525–1536
- Jan IX. Litewski 1536–1538
- Stanisław II. z Pińczowa Oleśnicki 1538–1539
- Sebastian Branicki 1539–1544
- Paweł II. Dunin Wolski 1544–1546
- Benedikt II. Idzbienski 1546–1553
- Andrzej V. Czarnkowski 1553–1562
- Adam I. Konarski 1562–1574
- vakant
- Łukasz Kościelecki 1577–1597
- Jan X. Tarnowski 1598–1600
- Wawrzyniec Grzymała Goślicki 1601–1607
- Andrzej VI. Opaliński 1607–1623
- Jan XI. Wężyk 1624–1627
- Maciej Łubieński 1627–1631
- Adam II. Nowodworski 1631–1634
- Henryk Firley 1635
- Andrzej VII. Szołdrski 1636–1650
- Florian Kazimierz Fürst Czartoryski 1650–1654
- Wojciech Tolibowsky 1654–1663
- Stefan Wierzbowski 1664–1687
- Stanisław III. Witwicki 1687–1698
- Mikołaj V. Swiecicki 1699–1709
- Michał Bartłomiej Tarło 1709–1715
- Krzysztof Antoni Szembek 1716–1720
- Piotr V. Tarło 1721–1722
- Jan Joachim Tarło 1723–1732
- Stanisław Józef Hozjusz 1733–1738
- Theodor II. Fürst Czartoryski 1739–1768
- Andrzej Stanisław Młodziejowski 1768–1780
- Antoni Onufry Okecki 1780–1793
- Ignacy Raczyński 1794–1807
- Tymoteusz II. Gorzeński 1809–1825 (erster Erzbischof ab 1821)

## Erzbischöfe
Ab 1821 Erzbischöfe, bis 1946 Personalunion mit dem Erzbistum Gnesen
- Teofil Wolicki 1828–1829
- Martin von Dunin 1831–1842
- Leon Przyłuski 1845–1865
- Mieczysław Kardinal Halka Ledóchowski 1866–1886, † 1902
- Julius I. Dinder 1886–1890
- Florian von Stablewski 1891–1906
- Edward Likowski 1914–1915
- Edmund Kardinal Dalbor 1915–1926
- August Kardinal Hlond 1926–1946, † 1948
- Walenty Dymek 1946–1956 – Erzbischof von Posen
- Antoni Baraniak 1957–1977
- Jerzy Stroba 1978–1996
- Juliusz II. Paetz 1996–2002
- Stanisław V. Gądecki 2002–2025
- Zbigniew Zieliński seit 2025